# Paolo Gerolamo Franzoni
(Paolo Gerolamo Franzoni)
Paolo Gerolamo Franzoni (Genova, 5 agosto 1708 – Genova, 26 giugno 1778) è stato un presbitero e letterato italiano.
Fu il fondatore delle Madri Pie e della Congregazione degli operai evangelici, nonché della Biblioteca Franzoniana.

## La famiglia
Paolo Gerolamo nasce a Genova nel 1708, ed è il primogenito di Maria Maddalena Di Negro e del marchese Domenico Franzoni, entrambi appartenenti a patrizie famiglie genovesi ricche e influenti.
Il padre, nato nel 1661, aveva comandato le truppe imperiali contro l'esercito ottomano nella seconda guerra turca (1683-1699), e si era distinto nell'espugnazione di Buda.
Fu pronipote del cardinale Giacomo Franzoni (1612-1697) e nipote dell'abate Gerolamo Franzoni (1653-1737), che fu il fondatore della biblioteca genovese dei Missionari Urbani di san Carlo.
Suo cugino Matteo Franzoni (1682-1767) fu doge della Repubblica di Genova nel biennio 1759-1760.

## Giovinezza
Essendo l'ereditiero del patrimonio e del titolo nobiliare, Paolo Gerolamo viene inviato all'età di quindici anni presso il Collegio dei Nobili di Modena per perfezionare la propria educazione; lì ebbe seri problemi di salute. Vi terminò gli studi di filosofia, ma senza ottenere nessun titolo.
Tornato a Genova intorno al 1730, l'11 dicembre 1730 fu "vestito in cappa corta" e accolto nel patriziato cittadino. Fece la vita mondana con l'aristocrazia genovese.
La vocazione sacerdotale, apparsa improvvisamente, matura nel 1734, favorita dalla lettura di una biografia di san Vincenzo de' Paoli. La famiglia ostacolò apertamente tale scelta, e quando Paolo Gerolamo si trasferì a Roma per entrare nella Congregazione della missione (padri vincenziani), una lettera della madre impedì che fosse accolto nella famiglia religiosa. Direttosi al seminario, poté realizzare la sua preparazione e fu ordinato presbitero nel 1735 a Roma dal card. Giovanni Antonio Guadagni OCD.

## I primi anni di sacerdozio
Tornato a Genova nel 1737, si aggregò ai padri vincenziani: visse nella Casa della Missione (Fassolo); con i vincenziani condivise le prime esperienze di predicazione, frequentando le missioni in Romagna e applicandosi, nel frattempo, allo studio della teologia dogmatica e della sacra eloquenza.
In seguito si trasferì stabilmente nel palazzo di famiglia; venne nominato rettore dello Spedaletto degli Incurabili (1739) e presidente della congregazione dei Missionari Urbani.
L'incontro con don Gaetano Laviosa - che a Palermo aveva fondato una congregazione per l'assistenza dei poveri moribondi - lo portò a privilegiare nell'azione di apostolato gli indigenti e i lavoratori manuali.
Nel Natale del 1750 Franzoni, insieme ad alcuni sacerdoti delle Missioni Urbane e Rurali, iniziò, a radunare all'alba, prima della giornata lavorativa, i camalli del porto, i barcaioli e i vetturini, ai quali proponeva in un linguaggio a loro accessibile esercizi e letture spirituali.
Gli incontri trovarono un ampio seguito tra i lavoratori; le stesse autorità governative riconobbero il valore di quel lavoro, vedendo nell'iniziativa un mezzo per disciplinare la classe umile, tumultuosa e poco controllabile.
Confortato dal successo ottenuto con facchini e barcaioli, Franzoni estese l'iniziativa ad altre categorie di lavoratori: i garzoni di bottega, gli artigiani, i servitori dell'aristocrazia.
Allo scopo di raccogliere e seguire tutte queste persone prende poco a poco in affitto gran parte degli oratori cittadini.
Diventa per tutti l'abate Franzoni. Tale titolo apparteneva già allo zio Gerolamo, che era titolare di un beneficio; ma nel caso di Paolo Gerolamo si ritiene che si trattasse solo di un predicato d'onore.

## GliOperai Evangelici
Insieme ai i confratelli che lo hanno fino a quel momento appoggiato Franzoni fondò il giorno del Natale del 1749 la congregazione religiosa degli Operai Evangelici, nell'oratorio di Santa Maria degli Angeli. Compito della loro affiliati sarebbe stato quello di elevare l'istruzione e la pietà nel clero e nel popolo. La Chiesa genovese si dibatteva in quel periodo tra il lassismo dei preti dediti più alle accademie arcadiche che alla pastorale e le spinte rigoriste ispirate dal giansenismo.
In questo clima Franzoni istituì numerose accademie per migliorare la formazione dottrinale dei sacerdoti. Per Accademie intendeva delle riunioni periodiche su specifici argomenti, in cui chiunque poteva partecipare. Queste Accademie pertanto trattavano e discutevano argomenti che spaziavano in tutta una serie di campi: la teologia dogmatica, la legge canonica e civile, la storia ecclesiastica e politica. In esse si discuteva e, per fornire un dato di riferimento concreto, di confronto stabile a questa attività, Franzoni creò la biblioteca che da lui prende il nome, onde documentare specificatamente le discussioni.
Nel 1751 la Congregazione si era sviluppata, e il Franzoni scelse sei sacerdoti della missione urbana e forense e con essi lavorò ad un'ulteriore riorganizzazione dell'associazione. In quell'anno, il 5 febbraio, portò la sua sede in San Donato.
Tra le Accademie si distinsero le seguenti: quella delle "Rubriche" (1753), rivolta alla preparazione meticolosa della liturgia, e poi quelle dedicate alla sacra eloquenza, al catechismo, alla teologia dogmatica, alla Sacra Scrittura, alla teologia morale, alla storia ecclesiastica e profana, al diritto canonico e civile. Impartiva anche corsi di esercizi spirituali.
Insieme a quest'opera di promozione della cultura teologica e pastorale, Franzoni impegnò gli Operai Evangelici nella cura e nell'assistenza delle classi popolari. Nel 1753 riunì gli artigiani che frequentano i suoi oratori in una congregazione laica dedicata ai "Sacri Cuori di Gesù e Maria". Alle riunioni o Accademie intervenivano persone di ogni ceto, artigiani, marinai, postiglioni, bottegai, facchini, birri, barcaioli, accattoni, ecc. Luogo di riunione furono quasi tutti i vari oratori della città: Santa Maria della Pietà di Borgo Lanaiuoli, Santa Fede, San Giovanni Battista della Commenda, San Tarcisio a Marassi, Santa Brigida da via Balbi, San Tommaso, San Bartolomeo delle Fucine in Portoria, Santi Giacomo e Leonardo presso San Giovanni di Pré, San Bartolomeo sotto San Colombano accanto all'Ospedale dei Cronici od Ospedaletto, le Casacce di Santa Croce e di Sant'Andrea, la Santa Madre di Dio in via Madre di Dio. Poteva partecipare chiunque, e per i più poveri erano elargite delle elemosine. Nei pomeriggi domenicali Franzoni insegnava anche a leggere e scrivere, abitudine poi venuta meno nella congregazione.
Franzoni dettò le regole della Congregazione, che venne retta da una consulta di cinque membri, tra i quali si eleggeva il preside. Il numero dei congregati arrivò a 70 nel 1766, e due anni dopo era ancora aumentato. La sua istituzione venne approvata dagli arcivescovi Saporiti e Lercari, e confermata con bolla pontificia di Papa Clemente XIV del 1771; nello stesso anno le accordava protezione anche il Senato della Repubblica.
Poi, nel 1756, fondò una congregazione intitolata al Puer Jesus per raccogliere e vigilare i fanciulli delle famiglie più povere e per insegnare loro i rudumenti della fede.
Negli anni successivi organizzò in distinti oratori la catechesi per i mendicanti (1759) e per le donne bisognose (1765), e a tutti elargiva denaro in occasione delle riunioni per compensare i mancati introiti della questua.

## LeMadri Pie
Durante una missione a Sampierdarena alla quale partecipa con i lazzaristi, Franzoni entrò in contatto con alcune maestre che si dedicavano all'istruzione delle ragazze del popolo: L'abate iniziò a fornire loro i mezzi economici, i locali, l'assistenza spirituale e pedagogica. Nacque così la congregazione religiosa delle Suore Madri Pie di Nostra Signora Sede della Sapienza (1754), approvata nel 1764 e confermata quattro anni più tardi. Franzoni impose loro la regola salesiana, con il compito di impartire, senza distinzioni, una buona educazione alle fanciulle di ogni ceto sociale.
Dopo l'istituzione della casa madre di Sampierdarena venne aperta una scuola in un sobborgo a levante di Genova. La promozione dell'attività delle "Madri Pie" rientrava nei più generali interessi pedagogici dell'Abate che, intorno alla metà degli anni 1750 si preoccupava di incentivare l'istruzione di base e l'alfabetizzazione: Franzoni considerava che l'analfabetismo era un grave ostacolo per la catechesi dei ceti umili.
Per la realizzazione di tali propositi assunse una particolare importanza l'incontro con un sacerdote francese della Congregazione della Dottrina Cristiana: questi lo introdusse alla metodologia di Jean Baptiste de Lasalle per facilitare l'apprendimento dell'alfabeto. Franzoni ne fu conquistato e lo sperimentò con i ragazzi del Puer Jesus e, secondo l'opinione di alcuni biografi, anche con quelli raccolti dal prete Lorenzo Garaventa, creatore delle Scuole di carità per i fanciulli poveri e abbandonati. Il Franzoni finanziava le prime iniziative di questi.

## L'impegno per la cultura a Genova
Nel 1754 Franzoni, nell'intento di lavorare con i suoi Operai su tutti i fronti della società, aprì a sacerdoti e laici un Circolo filologico  per l'apprendimento delle lingue classiche (Greco, Ebraico) e di quelle moderne. Promosse anche l'insegnamento della matematica e dell'algebra per l'avviamento al commercio; e si preoccupò della preparazione degli studenti di medicina e chirurgia dell'Ospedale di Pammatone, dei quali divenne l'assistente spirituale.
Tuttavia sul piano della divulgazione culturale l'iniziativa più importante fu senza ombra di dubbio l'istituzione della Biblioteca degli Operai Evangelici (Biblioteca Franzoniana), nel 1757, che divenne una delle tre biblioteche pubbliche genovesi aperte nel corso del XVIII secolo insieme a quella dei Missionari Urbani, fondata dallo zio di Paolo Gerolamo e resa pubblica dal 1739, e a quella istituita agli inizi degli anni 1770 dall'abate Carlo Giuseppe Vespasiano Berio.

## Gli ultimi anni
In occasione di una ribellione della Corsica si produsse una grave crisi giurisdizionale tra la Repubblica di Genova e la Santa Sede. Franzoni assunse una posizione contraria al Governo genovese. Ciò gli valse l'esilio, e per quattro anni, a partire dal 1760, rimase a Milano. Il provvedimento venne assunto al tempo del dogato del cugino Matteo Franzoni. Franzoni con ciò veniva censurato nel momento in cui il Governo genovese inviava in Corsica un suo emissario, il quale aveva il compito di catturare il legato di Clemente XIII che era in rotta verso l'isola per andare a disciplinare canonicamente la vita religiosa. Sull'episodio in genere si tace; quanto alle fonti esso viene riferito da un manoscritto della Biblioteca Franzoniana intitolato Gerolamo Franzoni e le sue istituzioni, nonché dal Banchero (Genova e le...).
Si suppone che durante l'esilio Franzoni si trasferì a Milano, forse ospite dei Padri Filippini, come potrebbe suggerire un'annotazione del testamento.
Gli ultimi anni della sua vita furono dedicati alla guida delle congregazioni religiose e laiche, della biblioteca e delle sue numerose istituzioni, con il pieno riconoscimento delle autorità ecclesiastiche e civili.
La sua assidua attività aveva indeboliva la salute del Franzoni; ai residui della malattia contratta da giovane a Modena, al logorio del fisico per l'assidua applicazione al suo lavoro di missione urbana, si aggiunse una nuova malattia contratta curando i malati cronici. Per curarlo l'arcivescovo Nicolò Maria De Franchi provò anche a mandarlo a Piacenza presso la casa dei Signori della Missione.
La malattia però progrediva e all'inizio del 1778 Franzoni era preso da una serie di fortissime cefalee. A questi si aggiunsero le piaghe che ne coprirono il corpo, e il 14 febbraio Franzoni si mise a letto per non rialzarsi più.
Circondato dai suoi protetti, lasciò i suoi ultimi dettami per far progredire il suo lavoro. Morì il 26 luglio 1778.
La salma venne portata subito dopo il suo decesso e per volontà del defunto in Nostra Signora del Rimedio, la chiesa dell'Angelo in via Giulia. Franzoni stesso aveva richiesto che la sua salma non restasse in casa per non voler disturbare gli studiosi che lavoravano nella biblioteca della Congregazione, ospitata in casa sua.
Da questo indizio si suppone che la Biblioteca Franzoniana fosse collocata nel palazzo di famiglia, in piazza del Serriglio, dove Franzoni si era trasferito da Fassolo. Una nota divergente su questo particolare viene posta dal Ratti nella sua edizione del 1766, dove questo autore afferma che la biblioteca fosse nel suo palazzo già Salvago in Strada Nuova. Il che contrasta con una di poco successiva affermazione dello stesso Ratti che dice la Biblioteca trovarsi nel palazzo dove abitava e moriva il Franzoni, che era quello al Serriglio. Un'ipotesi che giustifichi entrambe le versioni potrebbe essere quella secondo la quale Franzoni avesse dislocato i libri della sua biblioteca in entrambi i palazzi.
Dopo i funerali al Rimedio la salma venne tumulata in Santa Maria di Castello, nel sepolcro di famiglia, presso i suoi antenati.
Il corteo funebre era affollatissimo, seguito fra gli altri da 300 mendicanti beneficiati in vita dalle attività del Franzoni; al Franzoni venne reso anche l'omaggio del Senato genovese. L'orazione funebre venne tenuta da don Nicolò Maria Ferri, canonico penitenziere.

## La Biblioteca dopo il Franzoni
La Biblioteca, aperta al pubblico nel 1736 era una delle sole tre funzionanti nella Genova del Settecento. Essa venne ampliata nei secoli successivi, ed è ora ospitata in Santa Marta. La Congregazione degli Operai Evangelici proseguiva la sua attività ancora nel secolo successivo e presso di essa si formavano varie figure del cattolicesimo intellettuale dell'epoca. Tra i sacerdoti che vi collaborarono furono l'abate Agostino De Mari, poi vescovo di Savona, l'arcivescovo Tommaso Reggio, il cardinale Gaetano Alimonda.

## La documentazione sul Franzoni
Le attività del Franzoni hanno segnato in maniera decisiva la storia della Chiesa e della cultura a Genova.
La sua vita si è intrecciata con quella di molti protagonisti del secondo Settecento genovese: l'arcivescovo Giovanni Battista Lercari, il pedagogo don Lorenzo Garaventa, Domenico Olivieri, fondatore della congregazione dei Battistini, il vincenziano L. Spinola, la venerabile Giovanna Battista Solimani, fondatrice delle monache Romite di San Giovanni Battista dette Battistine.
Ciononostante restano di lui scarse tracce documentarie e pochi scritti: tra essi qualche lettera, un catechismo e un lungo testamento.